# Símbols d'Alfondeguilla
L'escut i la bandera d'Alfondeguilla són els símbols representatius oficials d'Alfondeguilla, municipi del País Valencià, a la comarca de la Plana Baixa.

## Escut heràldic
L'escut d'armes oficial d'Alfondeguilla té el següent blasonament:
| « | Escut quadrilong de punta redona. D'atzur, un castell amb homenatge, d'or, maçonat i aclarit de sable, sobre penyes del mateix metall, amb una bandera blanca sobre la torre. Al timbre, corona reial oberta. | » |

## Bandera
La bandera oficial d'Alfondeguilla té la següent descripció:
| « | Bandera de proporcions 2:3. Per meitat en alt, blau i blanc, al centre un castell groc amb homenatge, maçonat i aclarit de negre, sobre penyes del mateix color, amb una bandera blanca sobre la torre. | » |

## Història
L'escut fou aprovat per Resolució del 18 d'octubre de 2002, del conseller de Justícia i Administracions Públiques, publicada en el DOGV núm. 4.390, del 2 de desembre de 2002.
L'escut fa referència a l'antic castell de Castro, dalt d'un turó, amb la seva torre mestra.
A l'Arxiu Històric Nacional es conserva un segell en tinta d'Alfondeguilla de 1876 amb la següent descripció:
| «                                                             | (castellà) El origen de este sello data desde el año 1600, en virtud de haber sido expulsados los árabes en el año 1597 del Castillo denominado de Castro, situado á distancia de 3 kilómetros de esta población. Periodo de tiempo que se halla en uso: 275 años. | (català) L'origen d'aquest segell data des de l'any 1600, en virtut d'haver estat expulsats els àrabs l'any 1597 del Castell denominat de Castro, situat a distància de 3 quilòmetres d'aquesta població. Període que es troba en ús: 275 anys. | » |
| — Alfondeguilla, 21 Setiembre 1876. (Arxiu Històric Nacional) | | |   |

La bandera fou aprovada per Resolució del 19 d'abril de 2024, de la Presidència de la Generalitat, publicada en el DOGV núm, 9838, del 29 d'abril de 2024, i incorpora els elements que apareixen a l'escut.